# Lipomatosi encefalocraniocutanea
La lipomatosi encefalocraniocutanea è una rara condizione patologica che interessa il cervello, gli occhi, il cuoio capelluto e il viso. È caratterizzata da lipomi unilaterali nel sottocute e all'interno del cranio, cisti cerebrali unilaterali che causano porencefalia, coristoma epibulbare e altre anomalie degli occhi.
La patologia è detta anche sindrome di Haberland, in quanto fu descritta per la prima volta nel 1970 dai medici statunitensi Catherine Haberland e Maurice Perou.

## Sintomi e segni
L'80-90% delle persone con lipomatosi encefalocraniocutanea hanno molteplici lipomi. Possono essere presenti altri tipi di tumori benigni, ad esempio alla mandibola.
Approssimativamente due terzi degli individui con lipomatosi encefalocraniocutanea hanno lipomi intracranici e/o lipomi interspinali; aumentata, inoltre, risulta l'incidenza dei gliomi nelle persone affette dalla patologia. Altri problemi neurologici che si possono riscontrare sono convulsioni, spasticità e una varietà di disabilità cognitive, anche se approssimativamente un terzo dei soggetti affetti dalla malattia hanno un'intelligenza nella norma.
La più comune delle anomalie oculari degli individui con lipomatosi encefalocraniocutanea è un'escrescenza benigna, chiamata coristoma, che può svilupparsi in uno o in entrambi gli occhi. Queste escrescenze possono compromettere la visione. Altri possibili segni clinici in ambito oculare sono microftalmia, pupille più piccole del normale, coloboma, sclerocornea, ipertrofia della congiuntiva, mancanza di riflesso maculare e anomalie della camera anteriore. Possono anche riscontrarsi colobomi della palpebra e/o rime palpebrali corte. Possono svilupparsi anche marische attorno alle palpebre.